# Congaz Constanța
Congaz Constanța este o companie distribuitoare de gaze din România.
Acționarii companiei sunt grupul german Ruhrgas, SNP Petrom și Distrigaz Sud, fiecare deținând un pachet de 28,6% din acțiuni, cărora li se alătură Petroconst Constanța cu 13,9% și consiliile locale din localitățile Medgidia, Ovidiu, Kogălniceanu și Cogealac.
Cifra de afaceri:
- 2005: 14,6 milioane euro[2]
- 2002: 7,2 milioane dolari[1]
- 2001: 1,5 milioane dolari[1]